# Dávid Buc
Dávid Buc (* 22. Januar 1987 in Poprad, Tschechoslowakei) ist ein slowakischer Eishockeyspieler, der seit Anfang 2025 erneut beim HK Dukla Michalovce unter Vertrag steht und dort in der slowakischen Eishockeyliga.

## Karriere
Dávid Buc begann seine Karriere als Eishockeyspieler in seiner Heimatstadt in der Jugend des HK Poprad. 2005 wechselte er zu den Huskies de Rouyn-Noranda, die ihn beim CHL Import Draft des Jahres an Gesamtposition 53 gezogen hatten, in der kanadischen Juniorenliga Ligue de hockey junior majeur du Québec. Nach zwei Jahren kehrte er nach Poprad zurück, wo er bis 2010 in der slowakischen Eishockeyliga spielte. Nach einem kurzen Intermezzo beim HC Košice spielte er bis 2012 beim HC Slovan Bratislava, mit dem er slowakischer Meister wurde. Nach einem erneuten Jahr in Poprad wechselte er 2013 zum MsHK Žilina. Es folgten Stationen beim HK Dukla Trenčín und beim HC Olomouc, bevor er 2016 zum HC 05 Banská Bystrica wechselte, mit dem er 2017 seinen zweiten Titel gewann. Auch diesmal verließ er seinen Meisterklub nach dem Titel umgehend und wechselte nach Olmütz zurück. Über erneute Station in Poprad ging er zum zweiten Mal 2018 zum HC Slovan Bratislava, für den er nicht nur in der KHL, sondern auch in der Extraliga spielte, in der 2019 seinen dritten Titel erringen konnte. Nach dem Titelgewinn wechselte er zu den Bratislava Capitals, mit denen er nach einem Jahr in der zweitklassigen slowakischen 1. hokejová liga in die Österreichische Eishockey-Liga wechselte. Im November 2021 kehrte er in die Extraliga zurück, in der er bis 2024 beim HK Dukla Michalovce spielte. 2024 wechselte er zum HK Skalica, mit dem er in der zweitklassigen Slovenská hokejová liga spielte. Aber bereits während der Saison kehrte er nach Michalovce zurück.

### International
Für die Slowakei nahm Buc im Juniorenbereich an der U18-Junioren-Weltmeisterschaft 2005 sowie der U20-Junioren-Weltmeisterschaft 2007 teil. 
Im Seniorenbereich stand er bei den Weltmeisterschaften 2018, 2019 und 2021 im Aufgebot seines Landes.

## Erfolge und Auszeichnungen
- 2012 Slowakischer Meister mit dem HC Slovan Bratislava
- 2017 Slowakischer Meister mit dem HC 05 Banská Bystrica
- 2019 Slowakischer Meister mit dem HC Slovan Bratislava

## Statistik
(Stand: Ende der Spielzeit 2023/24)